# Зелена криниця № 2
Зеле́на крини́ця № 2 — гідрологічна пам'ятка природи місцевого значення в Україні. Розташована на території Тернопільського району Тернопільської області, поруч зі селом Кошляки, на межі з Лановецьким районом.
Площа — 3,4 га. Статус надано в 1994 році згідно з рішенням Тернопільської обласної ради від 18.03.1994 року, зі змінами, затвердженими рішенням Тернопільської обласної ради від 27.04.2001 року, № 238.
Штучно створене озерце з прилеглими територіями.